# Pyrus pyrifolia
Pyrus pyrifolia, comúnmente llamada  nashi o peral de las arenas, peral japonés o peral asiático es una especie arbórea perteneciente a la familia de las rosáceas. Es nativa de Asia Oriental y se distribuye por Asia tropical y China.

## Descripción
Árbol de entre 5 a 10 m de altura con hojas ovales a oblongas de 7-12 cm de largo, gruesas y con márgenes cerrados. Flores blancas de 5 pétalos. El fruto es un pomo de unos 3 a 5 cm de diámetro de color amarronado.
Florece en abril en el hemisferio norte.

## Usos
Este tipo de peras normalmente no se utilizan en pasteles o en jaleas debido a su alto contenido de agua y a su textura crujiente y granulada, muy diferente a las variedades europeas. Se consumen crudas y peladas.
Se pueden servir con salsas a base de vinagre o salsa de soya como edulcorante, en lugar de azúcar. También se usan para marinar carnes, en especial las de res.[cita requerida]

## Cultura
En Japón, la pera nashi (梨?) es cultivada en todas las prefecturas, excepto Okinawa. La palabra nashi se usa como un kigo de otoño (“palabra estacional”) en la poesía haiku. Nashi no hana (flor de pera) es también usado como un kigo de primavera.[cita requerida]
En China, se considera una fruta popular y sagrada. Algunos refranes populares provienen de esta fruta.[cita requerida]
En Corea, se cultivan y consumen en grandes cantidades. En la ciudad surcoreana de Naju existe un museo llamado Museo de la Pera de Naju y Huerto de Peras para Turistas.
En Taiwán, las peras nashi cultivadas en Japón se han convertido en regalos lujosos desde 1997 y su consumo ha aumentado.[cita requerida]
En Australia se introdujeron comercialmente desde el año 1980.
Debido a su alto precio y al gran tamaño de los cultivares, se ofrecen a los invitados como regalos, o se consumen en un contexto familiar.[cita requerida]

## Cultivares
Los cultivares, se clasifican en dos grupos. La variedad akanashi (赤梨?   ”peras rojas”) tiene una cáscara amarilla-marrón; es la más cultivada. La variedad aonashi (青梨?   ”peras verdes”) tiene una cáscara amarilla-verdosa; tiene pocos cultivares, siendo el “Nijisseiki” el más conocido.
Entre los cultivares más importantes se encuentran:
- 'Chōjuro', proveniente de Japón y fundado en 1893;[8]
- 'Nijisseiki', proveniente de Japón y creado en 1898;[9]
- 'Niitaka', proveniente de Japón y creado en 1927;[10]
- 'Shinko', proveniente de Japón y creado en 1941;[11]
- 'Kosui', proveniente de Japón y creado en 1959, es el más importante del país;[12]
- 'Hosui', proveniente de Japón y creado en 1972;[13]
- 'Whangkeum', proveniente de Corea y fundado en 1984; Niitaka×Nijisseiki.[14]
- 'Okusankichi', nativo de Japón;[15]
- 'Imamuraaki', nativo de Japón.[16]

## Taxonomía
Pyrus pyrifolia fue descrita por (Burm.f.) Nakai y publicado en Botanical Magazine 40(479): 564, en el año 1926.
Sinonimia
- Ficus pyrifolia Burm.f. basónimo
- Pyrus serotina Rehder[18]

## Nombres comunes
Pera asiática, pera japonesa, pera coreana, pera de Taiwán, pera oriental, pera de arena, pera manzana (aunque esta fruta no es un cruce entre una pera y una manzana, sino que toma el nombre por su forma y textura similares a la de la manzana.)
En algunos países de América latina como  México y Argentina es también conocido como Guayambongo, que en rarámuri significa la fruta de la juventud sin límites.[cita requerida]

## Cultivares

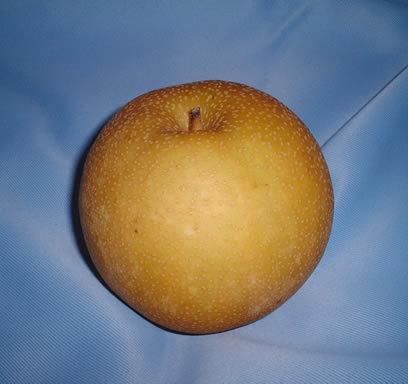
'Kosui'
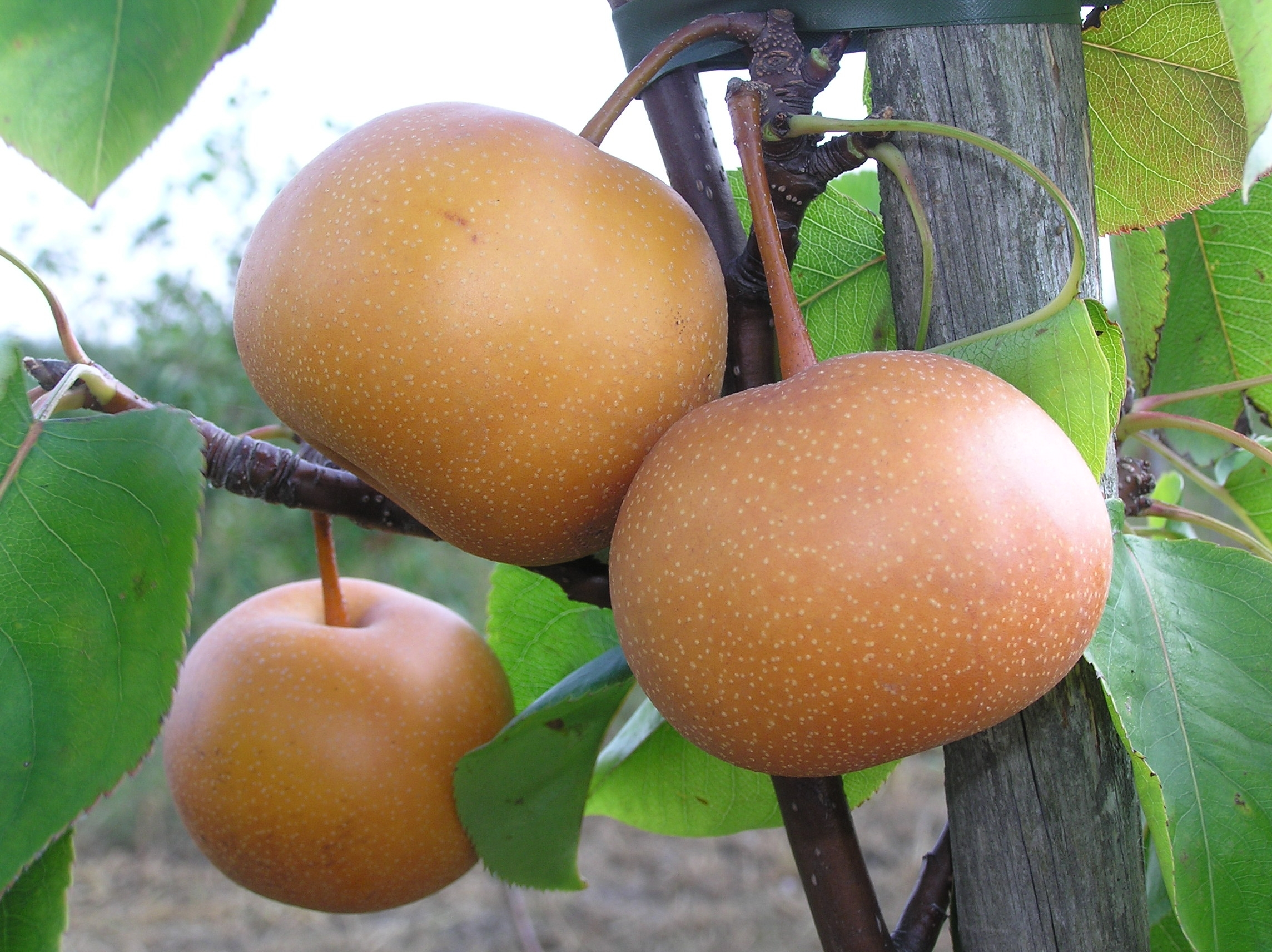
'Chojuro'
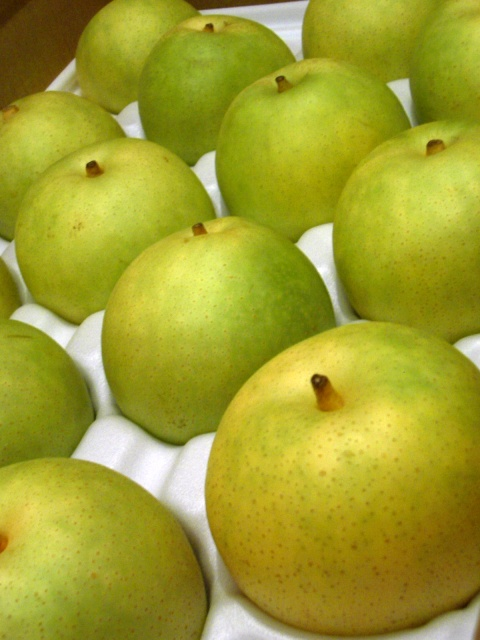
'Nijisseiki'
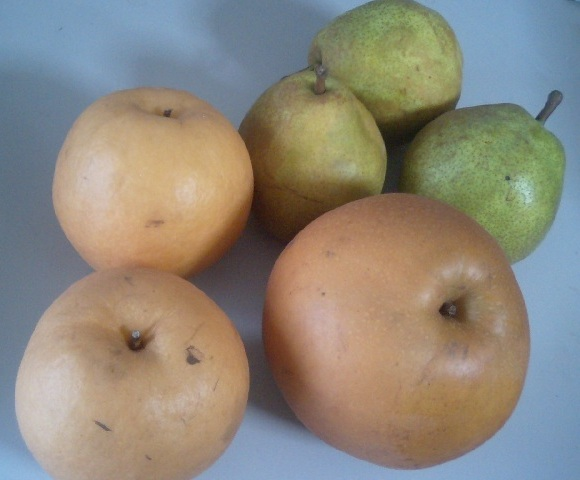
'Shinko' (dos de la izquierda), 'Niitaka' (derecha en primer plano), y Pyrus communis var. 'La France' (derecha al fondo)
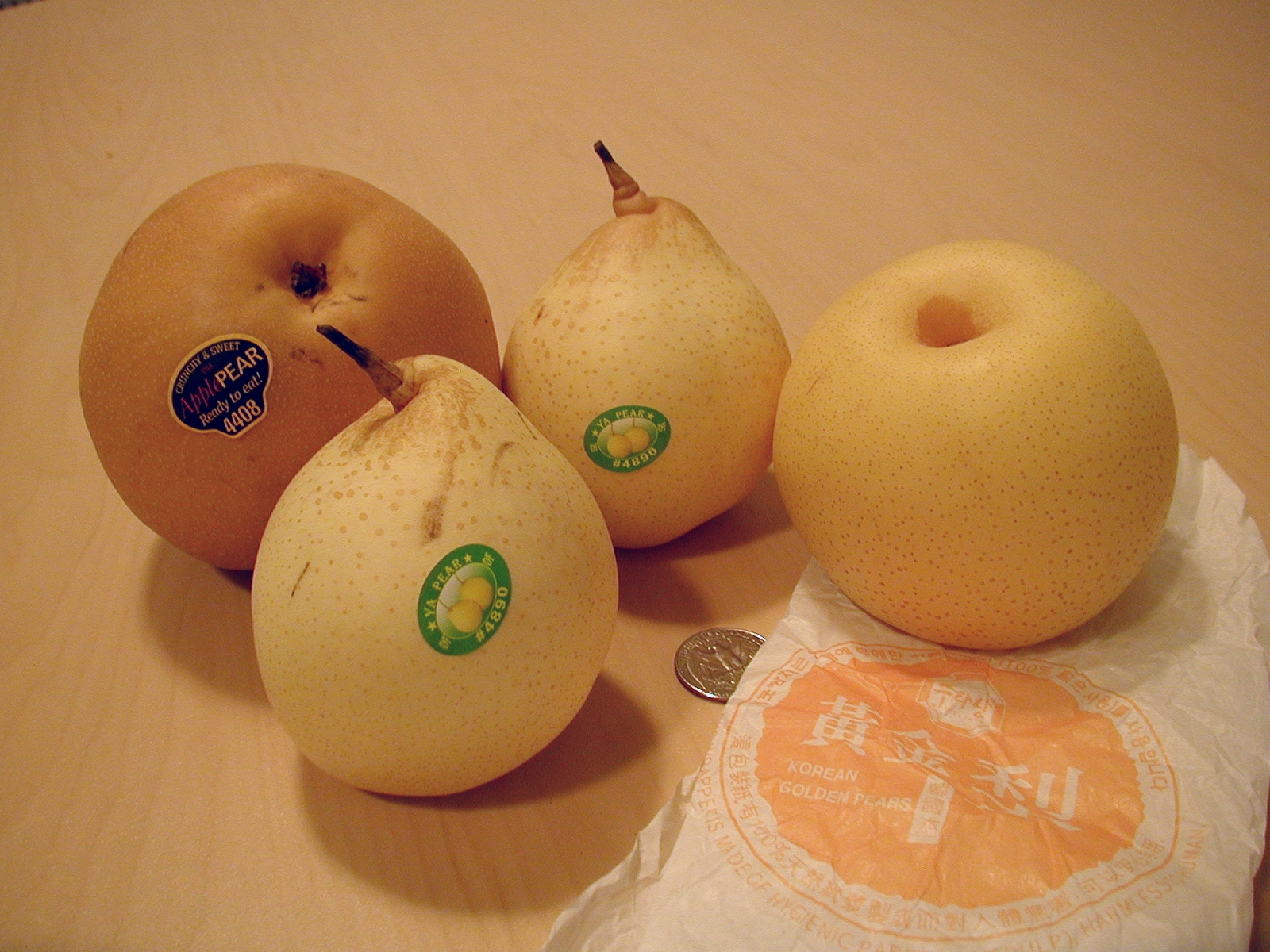
'Shinko' (extrema izquierda), Pyrus × bretschneideri (al centro) y 'Whangkeum' (derecha)